# Diócesis de Cefalú
La diócesis de Cefalú (en latín: Dioecesis Cephaludensis y en italiano: Diocesi di Cefalù) es una circunscripción eclesiástica de la Iglesia católica en Italia. Se trata de una diócesis latina, sufragánea de la arquidiócesis de Palermo. Desde el 16 de febrero de 2018 su obispo es Giuseppe Marciante.

## Territorio y organización

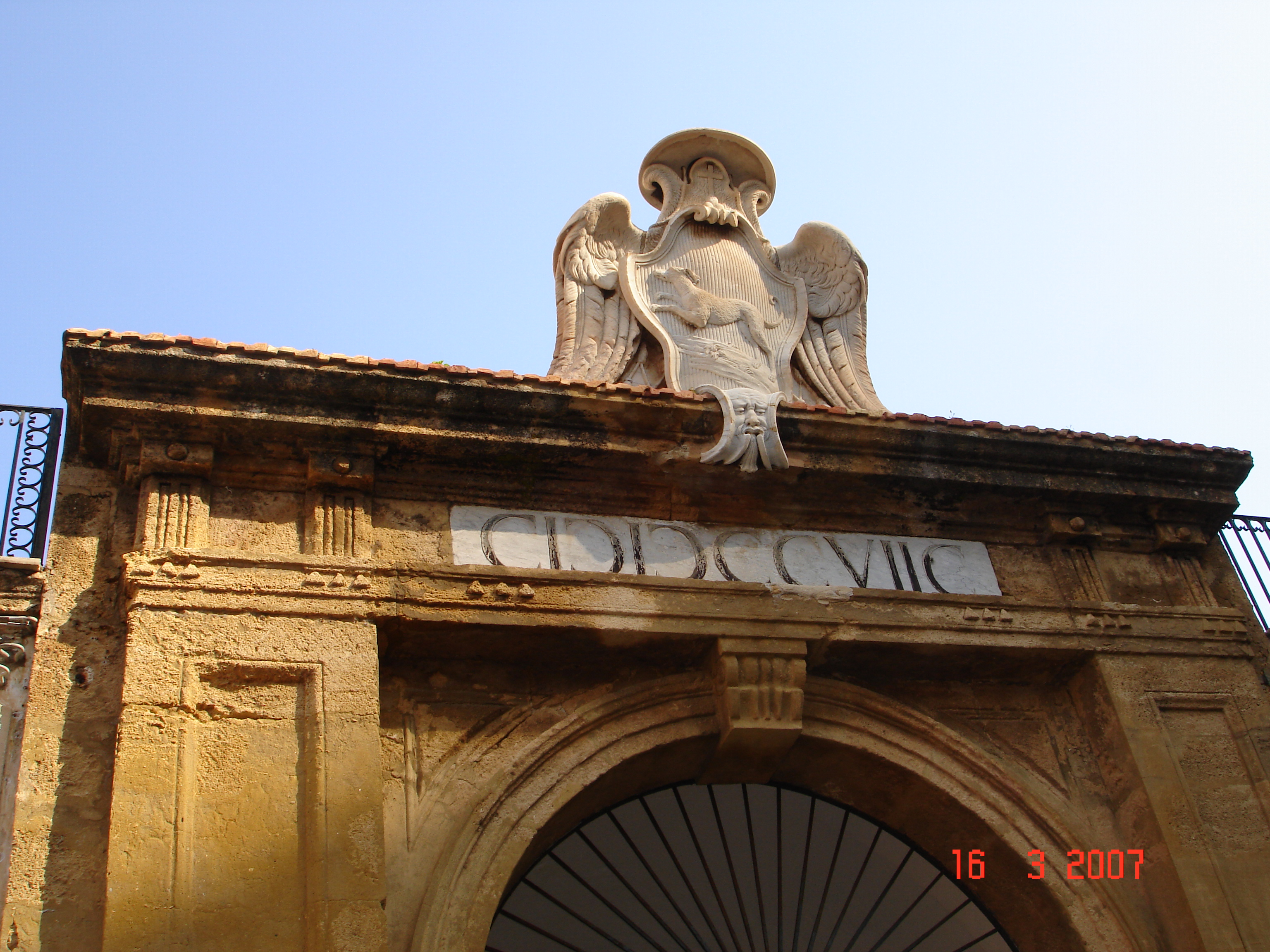
Palacio episcopal de Cefalú

La diócesis tiene 1718 km² y extiende su jurisdicción sobre los fieles católicos de rito latino residentes en parte de la región de Sicilia, comprendiendo: 25 comunas del ciudad metropolitana de Palermo: Cefalú, Alia, Alimena, Aliminusa, Blufi, Bompietro, Caltavuturo, Campofelice di Roccella, Castelbuono, Castellana Sicula, Collesano, Gangi, Geraci Siculo, Gratteri, Isnello, Lascari, Montemaggiore Belsito, Petralia Soprana, Petralia Sottana, Polizzi Generosa, Pollina, San Mauro Castelverde, Sclafani Bagni, Scillato y Valledolmo. Dentro del territorio de la diócesis se encuentra un enclave la diócesis de Caltanissetta.

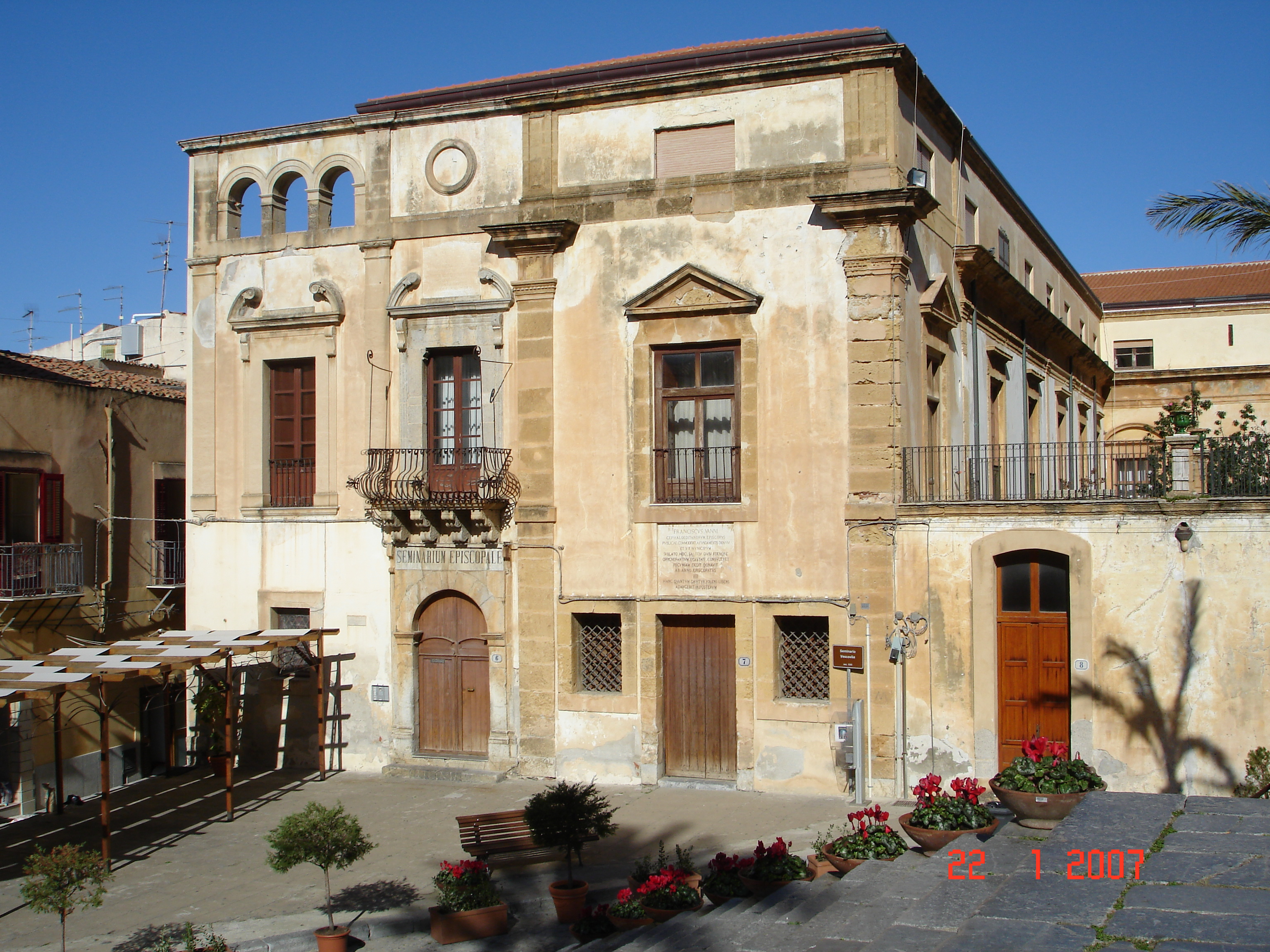
Seminario episcopal de Cefalú

La sede de la diócesis se encuentra en la ciudad de Cefalú, en donde se halla la Catedral basílica de la Transfiguración.
En 2023 en la diócesis existían 53 parroquias agrupadas en 3 sectores pastorales: Alte Madonie, Tirreno y Valle del Torto.

## Historia
Cefalú fue sede episcopal ya en el primer milenio, pero la fecha de su erección es incierta. En una lista de episcopados sicilianos del año 680 aparece el obispo de Cefalú, junto a los de Termini, Tindari, Malta y Lipari. En marzo de 866 aparece en la Diaposis (lista bizantina de diócesis) como sufragánea de la arquidiócesis de Siracusa. Se sabe que sólo un obispo, Nicetas, estuvo presente en el Concilio de Constantinopla de 869-870. Durante la dominación árabe la diócesis de Cefalú fue suprimida, como todas las estructuras eclesiásticas de la isla.
La diócesis fue restaurada el 4 de septiembre de 1131 por el antipapa Anacleto II a petición del rey Roger II de Sicilia. Originalmente era sufragánea de la arquidiócesis de Mesina. El año anterior, Roger había elegido a su propio obispo, Jocelmo, como obispo, pero este no recibió la aprobación de la Santa Sede y nunca fue consagrado, como tampoco lo fueron sus sucesores inmediatos.
Originalmente el obispo era el mismo prior del capítulo, que seguía la regla monástica. El capítulo había sido erigido en junio de 1131 por Roger II, como una filial del monasterio de los canónigos agustinos del monasterio calabrés de Santa Maria di Bagnara.
La diócesis poseía un vasto poder temporal gracias a las fundaciones feudales de Roger II en 1145 y a un considerable patrimonio territorial. Durante varios siglos después de la erección de la diócesis, los ritos latino y bizantino coexistieron en la liturgia de la catedral. Por lo que se refiere al rito latino, se sabe que se adoptó el Librus Cantus Chori del monasterio benedictino de San Gallo, ya adoptado por el monasterio de Bagnara.
El derecho de nombrar obispos, según el régimen siciliano de la Legación Apostólica de Sicilia, pertenece a los soberanos, con confirmación por parte de la Santa Sede: el ejercicio de este derecho creó algunos conflictos a lo largo del tiempo, como resultado de los cuales algunos obispos elegidos no fueron confirmados. En realidad los candidatos eran elegidos por el capítulo y posteriormente designados por el soberano.
Bosone de Gorram fue el primer obispo legítimo, aprobado por la Santa Sede en 1157, después del cisma de Anacleto II. El 9 de abril de 1171 se confirmó la erección de la diócesis con la bula Quoniam sicut rerum del papa Alejandro III.
A principios del siglo XIII nació la primera obra caritativa de la diócesis: un hospicio para pobres.
En 1546 se abrió una casa de salud para enfermos, gestionada por la archicofradía de la Santissima Annunziata.
Después del Concilio de Trento las tradiciones litúrgicas de la diócesis tuvieron que dar paso a la conformidad con el rito romano. Sin embargo, la institución de la parroquia no fue aceptada: las iglesias de la diócesis fueron confiadas a vicarios, mientras que el obispo era el único párroco de la diócesis. Esta organización pastoral centralizada estaba muy difundida en otras diócesis sicilianas, por ejemplo en la de Catania. La fundación del seminario diocesano en 1588 se debe al obispo Francesco Gonzaga.
La época de la Contrarreforma estuvo profundamente marcada por la llegada de nuevas órdenes religiosas: mientras que los dominicos ya estaban presentes desde 1502, en Cefalú se establecieron los eremitas, los menores observantes, los carmelitas y los mercedarios. En Polizzi Generosa los carmelitas y los hospitalarios se unieron al monasterio dominico fundado en 1420 y a la casa de los capuchinos establecida en 1538. Sobre todo se extendió la familia franciscana: los conventuales en Collesano, en Tusa, en Gratteri, en Isnello, en Santo Stefano di Camastra; los menores observantes en Collesano, en Mistretta, en Castel di Lucio, en Caltavuturo; los Capuchinos en Collesano, en Mistretta, en Pettineo y en Gibilmanna.
En 1635 surgió otra obra benéfica: un orfanato para niñas pobres. En 1648 se fundó una casa de empeños, dedicada a San Didaco, cuyos beneficios se destinaron a financiar el hospital.
El 22 de septiembre de 1671 el cabildo catedralicio fue secularizado por bula del papa Clemente X.
En el siglo XVII los obispos comenzaron a ocuparse de la gestión de un banco de préstamos, dedicado a las Benditas Almas del Purgatorio, pero más conocido como Monte Costa. Durante el Risorgimento, las autoridades civiles intentaron excluir a los obispos del nombramiento de administradores y la disputa se resolvió sólo en 1905, cuando los obispos vieron confirmados sus derechos.
La diócesis tuvo un largo período de sede vacante entre 1716 y 1732, debido a la polémica sobre la extinción de la Legación Apostólica que oponía el papa Clemente IX al rey de Sicilia Carlos IV.
Hacia finales del siglo, durante el episcopado de Gioacchino Castelli, los obispos fueron apartados de la gestión del hospital, que desde entonces quedó reservado a la autoridad civil y a la archicofradía de la Annunziata.
El 20 de mayo de 1844 pasó a formar parte de la provincia eclesiástica de la arquidiócesis de Palermo mediante la bula In suprema militantis Ecclesiae specula del papa Gregorio XVI. La misma bula estableció grandes variaciones territoriales para la diócesis: Castel di Lucio, Mistretta, Motta d'Affermo, Pettineo, Reitano, Santo Stefano di Camastra, Tusa fueron cedidas a la diócesis de Patti, Cerda a la arquidiócesis de Palermo y Vallelunga Pratameno a la diócesis de Caltanissetta, mientras que Castelbuono, Petralia Sottana, Petralia Soprana, Geraci Siculo, Gangi y San Mauro Castelverde fueron agregados a la diócesis.
En la segunda mitad del siglo XIX la diócesis era una sola parroquia y el obispo era el único párroco. La diócesis logró salvarse de la confiscación de los bienes de la mensa episcopal prevista por la ley n. 3838 de 1867 demostrando que el obispo era de hecho el único párroco de la diócesis y que por tanto los bienes estaban anexados al cuidado de las almas.
En los últimos veinte años del siglo nacieron las primeras sociedades obreras católicas, incrementadas después de la encíclica Rerum Novarum de 1891. Gaetano d'Alessandro, sin embargo, se interesaba poco por los temas sociales y, mientras la Obra de los Congresos tenía una difusión lenta e incompleta, los trabajadores miraban con descontento la administración de las obras sociales. Severo fue también el sucesor de d'Alessandro, Anselmo Evangelista Sansoni, quien miraba con sospecha todas las asociaciones laicas, incluso aquellas que se alejaban del temido socialismo. Pero fue precisamente este miedo el que llevó a la difusión de las obras de caridad tradicionales.
El 2 de febrero de 1987, por decreto de Emanuele Catarinicchia, aprobado definitivamente el 10 de julio de 1993, fue erigido el Instituto Superior de Ciencias Religiosas Mariano Campo.

## Estadísticas
Según el Anuario Pontificio 2024 la diócesis tenía a fines de 2023 un total de 112 448 fieles bautizados.
| Año                                                                             | Población            | Población | Población      | Sacerdotes | Sacerdotes    | Sacerdotes    | Bautizados por sacerdote | Diáconos permanentes | Religiosos | Religiosos | Parroquias |
| Año                                                                             | Bautizados católicos | Total     | % de católicos | Total      | Clero secular | Clero regular | Bautizados por sacerdote | Diáconos permanentes | Varones    | Mujeres    | Parroquias |
| ------------------------------------------------------------------------------- | -------------------- | --------- | -------------- | ---------- | ------------- | ------------- | ------------------------ | -------------------- | ---------- | ---------- | ---------- |
| 1950                                                                            | 131 440              | 131 483   | 100.0          | 190        | 149           | 41            | 691                      |                      | 66         | 240        | 30         |
| 1956                                                                            | 135 906              | 135 950   | 100.0          | 187        | 150           | 37            | 726                      |                      | 60         | 240        | 34         |
| 1969                                                                            | 118 538              | 118 742   | 99.8           | 158        | 123           | 35            | 750                      |                      | 52         | 286        | 42         |
| 1978                                                                            | 115 000              | 116 000   | 99.1           | 126        | 96            | 30            | 912                      |                      | 47         | 235        | 47         |
| 1990                                                                            | 116 000              | 117 200   | 99.0           | 113        | 81            | 32            | 1026                     |                      | 47         | 200        | 53         |
| 1999                                                                            | 114 000              | 115 130   | 99.0           | 104        | 79            | 25            | 1096                     |                      | 34         | 130        | 53         |
| 2000                                                                            | 113 500              | 114 700   | 99.0           | 110        | 78            | 32            | 1031                     |                      | 36         | 126        | 53         |
| 2001                                                                            | 113 356              | 114 200   | 99.3           | 99         | 78            | 21            | 1145                     |                      | 28         | 137        | 53         |
| 2002                                                                            | 112 556              | 114 200   | 98.6           | 99         | 78            | 21            | 1136                     |                      | 27         | 127        | 53         |
| 2003                                                                            | 112 500              | 114 000   | 98.7           | 98         | 77            | 21            | 1147                     |                      | 27         | 127        | 53         |
| 2004                                                                            | 110 000              | 113 254   | 97.1           | 93         | 72            | 21            | 1182                     |                      | 27         | 127        | 53         |
| 2006                                                                            | 111 200              | 113 250   | 98.2           | 98         | 73            | 25            | 1134                     | 2                    | 32         | 112        | 53         |
| 2010                                                                            | 111 500              | 114 500   | 97.3           | 100        | 82            | 18            | 1115                     | 8                    | 20         | 99         | 53         |
| 2013                                                                            | 111 700              | 114 200   | 97.8           | 100        | 70            | 30            | 1117                     | 8                    | 33         | 65         | 53         |
| 2016                                                                            | 111 800              | 116 500   | 96.0           | 88         | 70            | 18            | 1270                     | 8                    | 21         | 64         | 53         |
| 2019                                                                            | 111 200              | 115 800   | 96.0           | 75         | 60            | 15            | 1482                     | 8                    | 17         | 53         | 53         |
| 2021                                                                            | 112 926              | 115 800   | 97.5           | 72         | 56            | 16            | 1568                     | 10                   | 17         | 53         | 53         |
| 2023                                                                            | 112 448              | 115 318   | 97.5           | 73         | 56            | 17            | 1540                     | 10                   | 18         | 50         | 53         |
| Fuente: Catholic-Hierarchy, que a su vez toma los datos del Anuario Pontificio. |                      |           |                |            |               |               |                          |                      |            |            |            |

### Vida consagrada
Entre los institutos de vida consagrada y sociedades de vida apostólica que prestan sus servicios pastorales en la diócesis se encuentran los franciscanos observantes, los capuchinos, los josefinos de Murialdo, las coleginas de la Sagrada Familia, las capuchinas, las franciscanas, los pasionistas, las hijas de la Cruz, las doroteas de Vicenza, las benedictinas, las clarisas, las maestras pías filipinas, las siervas de los pobres (boconistas), las salesianas, las hermanas de la Redención, los misioneros del P. Kolbe y las dominicas.

## Episcopologio

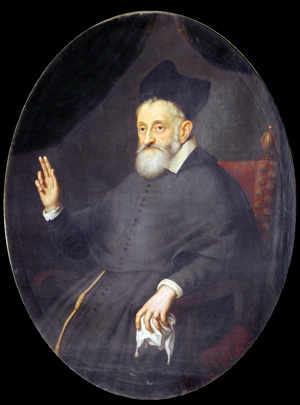
Francesco Gonzaga ocupó la sede de Cefalú de 1587 a 1593. Durante su gobierno se inició la construcción del seminario diocesano

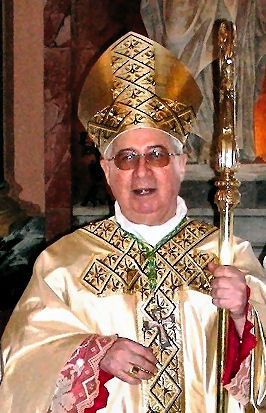
Del 2000 al 2009, Francesco Sgalambro gobernó la iglesia de Cefalú

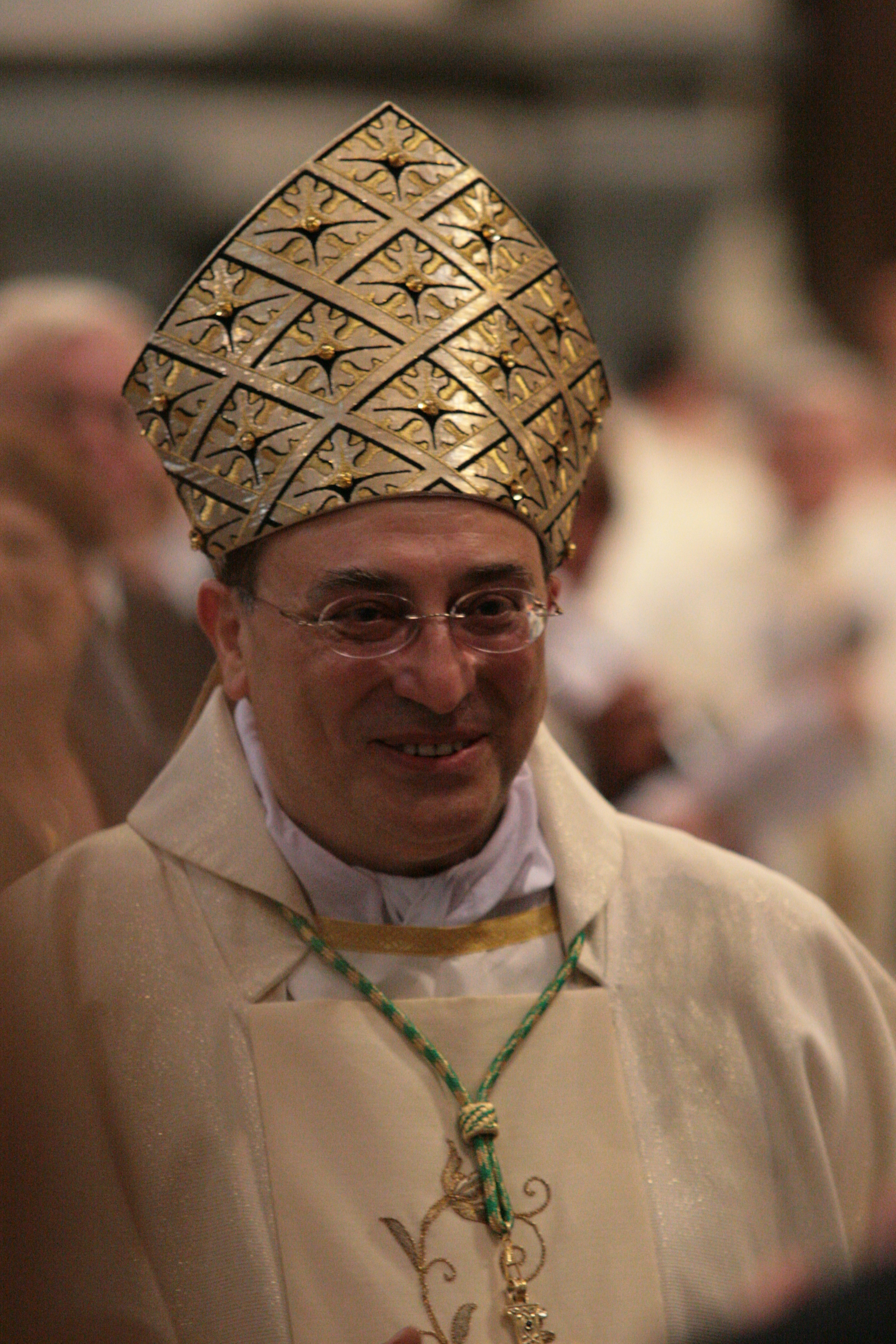
Giuseppe Marciante, desde 2018 ocupa la sede de Cefalú

- Niceta † (mencionado en 869 y 870)[9]
- ...
  - Iocelmo I † (1130-1150 renunció) (antiobispo)
  - Arduino I † (1150-1156 falleció) (antiobispo)
  - Daniele † (mencionado en 1157) (antiobispo)
- Boso o Bosone de Gorram † (1157-1172 falleció)
- Giovanni o Guido de Bevera † (1172-1173 falleció)
- Guido Fabricii o da Anagni † (1173-1193 falleció)
- Benedetto † (1193-1194)
- Giovambattista Cicala † (1194-septiembre de 1215 falleció)
- Francesco (Arduino II), O.F.M.Obs. † (1217-1238 falleció)
- Iocelmo de Campania † (1240-1248 falleció)
- Riccardo Grizzetta o de Logotheta, O.F.M. † (1249-1253 falleció)
- Aidone da Capua † (1253-1253 falleció)
- Tommaso Fusconi, O.P. † (30 de septiembre de 1253-13 de diciembre de 1253 nombrado obispo de Siena)
- Giovanni di Stefano † (9 de febrero de 1254-1269 falleció)
- Pietro da Tours † (1270-1272 falleció)
- Giovanni † (1272-1279 falleció)
- Giunta † (1280-1290 depuesto)
- Giacomo da Narni † (10 de enero de 1304-1323 falleció)
- Ruggero Benincasa o di San Giovanni † (22 de enero de 1324-1329 falleció)
  - Tommaso Buttiglieri o da Butera † (1329-1333) (obispo electo)[10]
- Roberto Campolo o da Mesina, O.F.M. † (14 de octubre de 1333-1342 falleció)
  - Giovanni da Mileto † (1340-1340 falleció)
  - Pietro de Pietro o da Caltagirone, O.F.M. † (1342-1342 falleció) (obispo electo)[10]
- Galgano Boccadibue o Blasio, O.F.M. † (20 de noviembre de 1342-1351 falleció)
- Nicolò de Burellis † (14 de octubre de 1353-circa 1359 o 1370 falleció)
  - Sede vacante
- Guglielmo de Salamone † (18 de marzo de 1388-1398 falleció)
- Giuliano da Mileto (Milito), O.P. † (1398-1410 falleció)
  - Giovanni de Paludibus † (4 de febrero de 1411-1411) (obispo electo)
- Andrea de Campisio † (20 de agosto de 1411-1412)
  - Antonio Acciaiuoli o da Firenze † (11 de marzo de 1412-1417) (antiobispo)[nota 1]
  - Filippo da Butera † (27 de agosto de 1414-1421 falleció) (antiobispo)[nota 2]
- Antonio Ponticorona, O.P. † (20 de noviembre de 1422-23 de julio de 1445 nombrado obispo de Agrigento)
- Luca de Sarzana, O.F.M.Obs. † (23 de julio de 1445-1471 falleció)
- Giovanni Gatto † (1 de junio de 1472-18 de agosto de 1475 nombrado obispo de Catania)
- Bernardo Margarit † (18 de agosto de 1475-8 de febrero de 1479 nombrado obispo de Catania)
- Giovanni Gatto † (8 de febrero de 1479-1484 falleció)
  - Enrico d'Aragona † (1484-1484 falleció) (obispo electo)
- Francesco Vitale da Noja, O.F.M. † (26 de noviembre de 1484-18 de abril de 1492 falleció)
- Francesco Orsini † (1492-1492 falleció)
- Paolo de Cavalleria † (30 de marzo de 1495-1496 falleció)
- Francesco de Luna † (1496-1496 falleció)
- Lazzaro † (18 de mayo de 1496-1496 falleció)
- Rinaldo Montoro e Landolina, O.P. † (12 de octubre de 1496-octubre de 1511 falleció)
- Juan Requeséns † (18 de enero de 1512-1516 renunció)
- Juan Sánchez † (4 de noviembre de 1517-1518 falleció)
- Guillén-Ramón de Vich y de Vallterra † (22 de octubre de 1518-7 de junio de 1525 renunció)
- Francisco de Aragón † (7 de junio de 1525-22 de junio de 1561 falleció)
  - Antonio Lo Faso † (1561-1561)
- Antonio Faraone † (17 de abril de 1562-9 de febrero de 1569 nombrado obispo de Catania)
- Rodrigo Vadillo, O.S.B. † (9 de febrero de 1569-1 de febrero de 1577 falleció)
- Ottaviano Preconio, O.F.M. † (11 de agosto de 1578-11 de abril de 1587 falleció)
- Francesco Gonzaga, O.F.M.Obs. † (26 de octubre de 1587-29 de enero de 1593 nombrado obispo de Pavía)
- Nicolò Stizzia † (23 de mayo de 1594-17 de febrero de 1595 falleció)
- Emanuele Quero Turillo † (18 de diciembre de 1596-2 de septiembre de 1605 falleció)
  - Paolo Bisnetti del Lago, O.F.M. † (1606-29 de enero de 1607 nombrado obispo de Trivento) (obispo electo)
- Martino Mira † (29 de enero de 1607-15 de agosto de 1619 falleció)
- Manuel Esteban Muniera, O. de M. † (29 de marzo de 1621-14 de octubre de 1631 falleció)
- Ottavio Branciforte † (10 de enero de 1633-2 de marzo de 1638 nombrado obispo de Catania)
- Pietro Corsetto (21 de junio de 1638-23 de octubre de 1643 falleció)
- Marco Antonio Gussio † (23 de mayo de 1644-22 de agosto de 1650 nombrado obispo de Catania)
- Francesco Gisulfo e Osorio † (21 de noviembre de 1650-30 de septiembre de 1658 nombrado obispo de Agrigento)
- Giovanni Roano e Corrionero † (16 de febrero de 1660-27 de noviembre de 1673 nombrado arzobispo de Monreale)
- Matteo Orlando, O.Carm. † (25 de junio de 1674-13 de noviembre de 1695 falleció)
- José Sanz de Villaragut, O.F.M.Obs. † (18 de junio de 1696-29 de agosto de 1698 falleció)
  - Sede vacante (1698-1702)
- Matteo Muscella, O.F.M.Obs. † (25 de septiembre de 1702-22 de junio de 1716 falleció)
  - Sede vacante (1716-1732)
- Domenico Valguarnera, C.O. † (17 de noviembre de 1732-2 de mayo de 1751 falleció)
- Agatino Maria Reggio Statella † (17 de julio de 1752-16 de enero de 1755 renunció)
- Gioacchino Castelli † (21 de julio de 1755-12 de julio de 1788 falleció)
- Francesco Vanni, C.R. † (30 de marzo de 1789-29 de noviembre de 1803 falleció)
- Domenico Spoto † (28 de mayo de 1804-29 de diciembre de 1808 falleció)
  - Sede vacante (1808-1814)
- Giovanni Sergio † (19 de diciembre de 1814-27 de febrero de 1827 falleció)
- Pietro Tasca † (27 de septiembre de 1827-2 de enero de 1839 falleció)
  - Sede vacante (1839-1844)
- Giovanni Maria Visconte Proto, O.S.B. † (17 de junio de 1844-13 de octubre de 1854 falleció)
  - Sede vacante (1854-1857)
  - Filippo Cangemi † (1857-1857 falleció) (obispo electo)
- Ruggero Blundo, O.S.B. † (15 de marzo de 1858-18 de marzo de 1888 falleció)
- Gaetano d'Alessandro † (18 de marzo de 1888 por sucesión-8 de mayo de 1906 renunció[nota 3])
- Anselmo Evangelista Sansoni, O.F.M. † (30 de octubre de 1907-18 de junio de 1921 falleció)
- Giovanni Pulvirenti † (19 de agosto de 1922-11 de septiembre de 1933 falleció)
- Emiliano Cagnoni † (5 de mayo de 1934-28 de septiembre de 1969 falleció)
- Calogero Lauricella † (4 de junio de 1970-8 de septiembre de 1973 nombrado arzobispo de Siracusa)
- Salvatore Cassisa † (1 de diciembre de 1973-11 de marzo de 1978 nombrado arzobispo de Monreale)
- Emanuele Catarinicchia † (11 de noviembre de 1978-7 de diciembre de 1987 nombrado obispo de Mazara del Vallo)
- Rosario Mazzola † (23 de julio de 1988-18 de marzo de 2000 retirado)
- Francesco Sgalambro † (18 de marzo de 2000-17 de septiembre de 2009 retirado)
- Vincenzo Manzella (17 de septiembre de 2009-16 de febrero de 2018 retirado)
- Giuseppe Marciante, desde el 16 de febrero de 2018